# 山東科技大学
山東科技大学（英語：Shandong University of Science and Technology）とは、中華人民共和国山東省にある公立大学である。青島市に本部を置き、済南市と泰安市にもキャンパスを持っている。

## 概要
1951年に創立され、2004年に青島に移転。工学を中心に専攻を設置している。学士課程から博士課程まで有している。

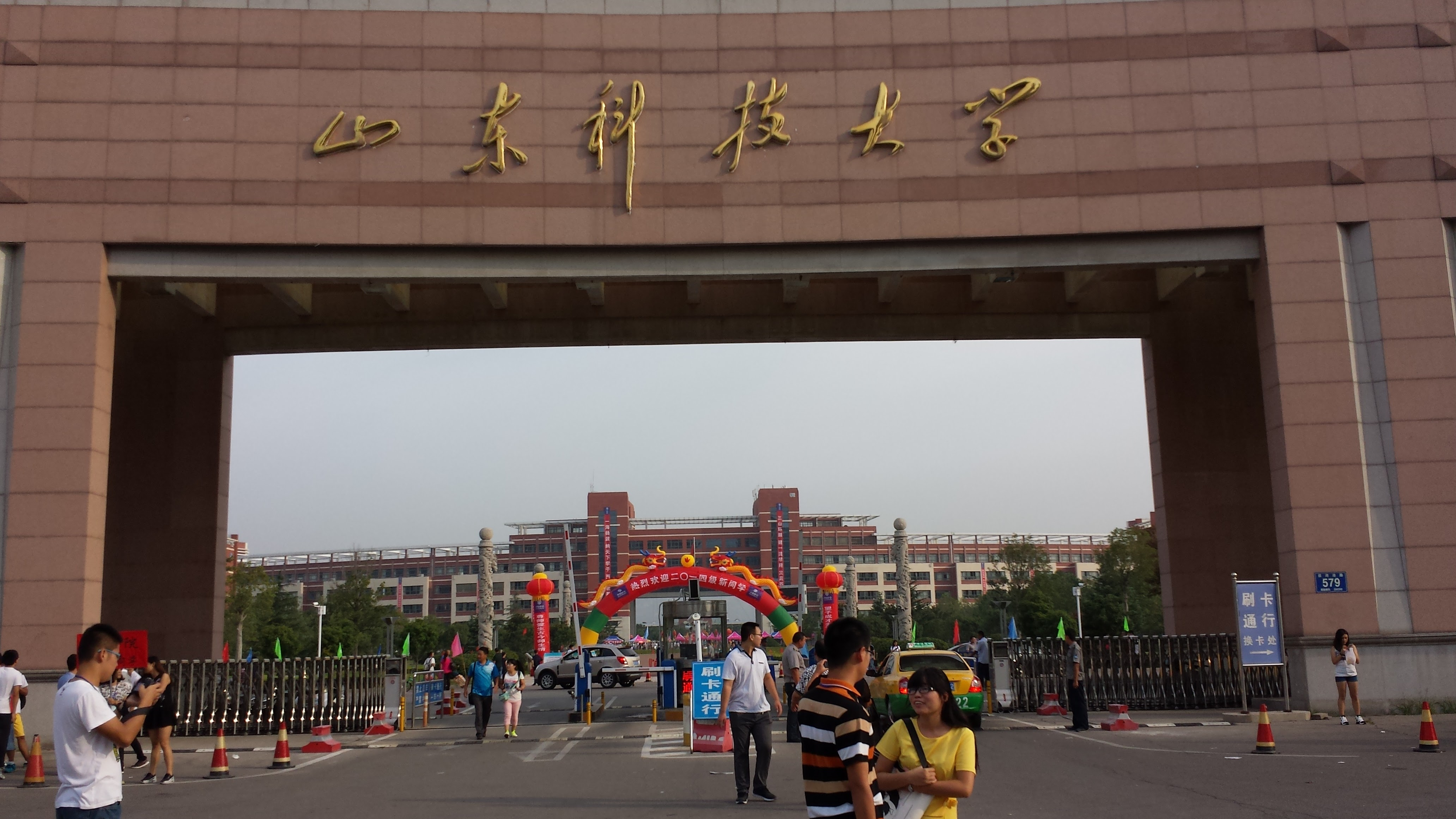
山東科技大学青島校区南門

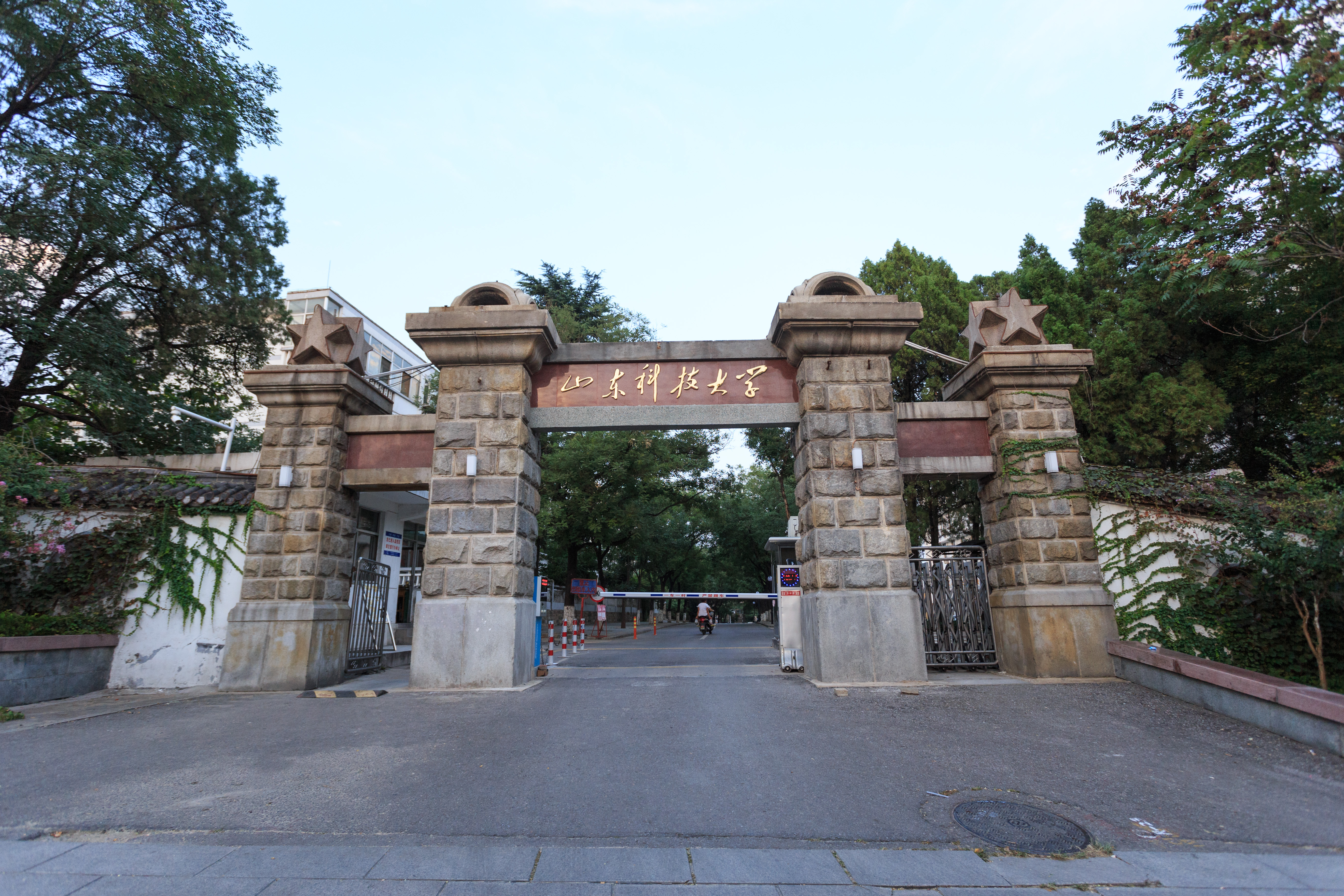
山東科技大学泰安校区大門

## 沿革
- 1951年 前身の燃料工業部洪山炭鉱工業学校が設立。

## 学部
- エネルギー資源・鉱業工程学院
- 安全・環境工程学院（安全・応急管理学院）
- 測量製図・空間情報学院
- 地球科学・工程学院
- 土木工程・建筑学院
- メカトロニクス工程学院
- コンピューターサイエンス・工程学院（テンセント人工智能学院）
- 数学・システム科学学院（アリババビックデータ学院）
- 経済管理学院
- 電気・自動化工程学院
- 電子情報工程学院
- 化学・生物工程学院
- 材料科学・工程学院
- 交通学院
- 海洋科学・工程学院
- エネルギー貯蔵技術学院
- 文法学院（知的財産権学院）
- マルクス主義学院
- 外国語学院
  - 英語専攻
  - 日本語専攻
  - 韓国語専攻
  - 英語（通訳翻訳）
  - 省直轄教育
- 芸術学院
- 体育学院
- 国際交流学院
- 継続教育学院
- 革新創業学院
- 資源学院
- 知能装備学院
- 財経学院
- 公共課教学部
- 済南校区財系系
- 電気情報系
- 基礎課部
- 斯威本学院

## 対外関係

### 日本における協定校
- 開智国際大学
- 東京工科大学
- 九州大学
- 長崎大学